# Anthony Das Pilli
Anthony Das Pilli (* 24. August 1973 in Donakonda, Andhra Pradesh) ist ein indischer römisch-katholischer Geistlicher und ernannter Koadjutorbischof von Nellore.

## Leben
Anthony Das Pilli besuchte das Knabenseminar in Nellore. Anschließend studierte er Philosophie am Regionalseminar in Visakhapatnam und Theologie am Regionalseminar in Hyderabad. Am 24. April 2000 empfing er das Sakrament der Priesterweihe für das Bistum Nellore.
Nach der Priesterweihe war er bis 2008 in verschiedenen Gemeinden in der Pfarrseelsorge tätig. Von 2008 bis 2014 studierte er an der Päpstlichen Universität Urbaniana in Rom Dogmatik und wurde zum Dr. theol. promoviert. Nach der Rückkehr in seine Heimatdiözese war er von 2014 bis 2016 Rektor des Knabenseminars und Pfarrer im Stadtteil Sunnapubatti von Nellore. Ab 2017 war er Dogmatikprofessor am Regionalseminar in Hyderabad.
Papst Franziskus ernannte ihn am 9. November 2024 zum Koadjutorbischof von Nellore. Der Erzbischof von Hyderabad, Anthony Kardinal Poola, spendete ihm am 9. Januar des folgenden Jahres auf dem Gelände der St. Joseph's English Medium High School in Nellore die Bischofsweihe. Mitkonsekratoren waren der Bischof von Guntur, Bhagyaiah Chinnabathini, und der Bischof von Nellore, Doraboina Moses Prakasam.